# Страстная любовь
«Страстная любовь» (хинди चाहत, англ. Chaahat) — индийский романтический фильм, снятый режиссёром Махешем Бхаттом и вышедший в прокат 6 июня 1996 года. Главные роли исполнили Шахрух Хан, Пуджа Бхатт, Анупам Кхер, Насируддин Шах и Рамия Кришна. Картина провалилась в прокате и считается худшей работой Махеша Бхатта. В октябре 2013 года Шахрукх Хан приобрел права на фильм у режиссёра.

## Сюжет
Руп Ратхор — фольклорный певец из штата Раджастхан. Его отец Шамбунатх болен, и поэтому Руп привозит его на лечение в Бомбей. Однажды, когда он пел в отеле, сестра хозяина, Аджая Наранга, Решма влюбляется в него. Решма — избалованная девушка, и её брат выполняет все её капризы. Тем временем Руп влюбляется в молодую медсестру Пуджу.
Решма, одержимая страстью к Рупу, просит своего брата пригласить его, чтобы он ещё раз спел у них в отеле. Но, когда она видит, как другие девушки с ним флиртуют, приходит в ярость. Она говорит Рупу, что теперь он будет петь только для неё одной. Отчаянно нуждаясь в деньгах на лечение отца, он соглашается на её предложение.
Операция проходит успешно. Шамбунатх, Руп и Пуджа хотят уехать из Бомбея, но их планы терпят крах, когда Решма пытается покончить с собой. Тем не менее Рупу и Пудже удается пожениться. Раздосадованные таким поворотом событий, Решма и её брат пытаются разрушить жизнь молодоженов.
Аджай похищает Пуджу и убивает Шамбунатха, когда Руп пытается спасти Пуджу. Между ним и Аджаем завязывается драка, и тогда Решма угрожает Рупу, что если он что-нибудь сделает с её братом, она убьёт Пуджу. Наранг, целясь в Пуджу, случайно убивает Решму. В конце фильма Руп оставляет Аджаю жизнь, считая, что потеря любимой сестры, ради которой Наранг шёл на любое преступление,  — достаточное наказание, и уезжает с Пуджей.

## В ролях
| Актёр          | Роль                   |
| -------------- | ---------------------- |
| Шахрух Хан     | Руп Сингх Ратхор       |
| Пуджа Бхатт    | Пуджа                  |
| Анупам Кхер    | Шамбунатх Сингх Ратхор |
| Насируддин Шах | Аджай Наранг           |
| Рамья Кришнан  | Решма Наранг           |
| Разак Хан      | брат Пуджи             |

За свои роли Насируддин Шах и Анупам Кхер были номинированы на Filmfare Awards за лучшее исполнение отрицательной роли и лучшую мужскую роль второго плана соответственно.

## Саундтрек
Вся музыка написана Ану Маликом.
| №  | Название                    | Исполнители                     | Длительность |
| -- | --------------------------- | ------------------------------- | ------------ |
| 1. | «Dil Ki Tanhai Ko»          | Кумар Сану                      | 7:28         |
| 2. | «Chaahat Na Hoti»           | Винод Ратход, Алка Ягник        | 8:05         |
| 3. | «Daddy Cool»                | Судеш Бхосле, Деванг Пател      | 8:23         |
| 4. | «Kabhi Dil Se Kam Mohabbat» | Кумар Сану, Садхана Саргам      | 5:23         |
| 5. | «Nahi Lagta»                | Удит Нараян, Алка Ягник         | 6:57         |
| 6. | «Tumne Dikhaye Aise Sapne»  | Винод Ратход                    | 6:40         |
| 7. | «Bole Mora Kangna»          | Кумар Сану, Алка Ягник          | 5:49         |
| 8. | «Doob Ke Dariya Mein»       | Удит Нараян, Пурнима            | 4:03         |
| 9. | «Nahin Jeena Yaar Bina»     | Удит Нараян, Кавита Кришнамурти | 5:55         |